# Liste der Baudenkmale in Bernitt
In der Liste der Baudenkmale in Bernitt sind alle denkmalgeschützten Bauten der Gemeinde Bernitt (Mecklenburg-Vorpommern) und ihrer Ortsteile aufgelistet (Stand 10. Februar 2021).

## Legende
In den Spalten befinden sich folgende Informationen:
- ID-Nr: Die Nummer wird von den Denkmalämtern der Landkreise vergeben. Wenn sie nicht bekannt ist, bleibt die Spalte leer. In dieser Spalte kann sich zusätzlich das Wort Wikidata befinden, der entsprechende Link führt zu Angaben zu diesem Denkmal bei Wikidata.
- Lage: die Adresse des Denkmales und die geographischen Koordinaten.
Link zu einem Kartenansichtstool, um Koordinaten zu setzen. In der Kartenansicht sind Denkmale ohne Koordinaten mit einem roten bzw. orangen Marker dargestellt und können in der Karte gesetzt werden. Denkmale ohne Bild sind mit einem blauen bzw. roten Marker gekennzeichnet, Denkmale mit Bild mit einem grünen bzw. orangen Marker.
- Bezeichnung: Bezeichnung, so wie sie in den offiziellen Listen der Denkmalämter steht. Ein Link hinter der Bezeichnung führt zum Wikipedia-Artikel über das Denkmal. Wenn die Bezeichnung der Denkmalämter inhaltlich fehlerhaft ist, ist in der Spalte „Beschreibung“ darauf hinzuweisen.
- Beschreibung: Beschreibung des Denkmales
- Bild: ein Bild des Denkmales und gegebenenfalls einen Link zu weiteren Fotos des Denkmals im Medienarchiv Wikimedia Commons

## Baudenkmale nach Ortsteilen

### Bernitt
| ID   | Lage                        | Bezeichnung                                    | Beschreibung | Bild                |
| ---- | --------------------------- | ---------------------------------------------- | --- | ------------------- |
| 0010 | Schulstraße 7 (Karte)       | Fritz-Weineck-Oberschule                       | |                     |
| 0011 | Lange Straße 53 (Karte)     | Kirche mit Friedhof                            | Gotischer Bau aus behauenen Granitsteinen mit Backsteinelementen; 2-jochiges Kirchenschiff von um 1280; eingerückter, quadr. Chor von um 1240 mit kuppeligem Kreuzgewölbe und spätromanischen Fenstern; quadr. Westturm vom 15. Jh. mit 8-seitigem Helm; 1859 wiederentdeckte Wandmalereien von um 1300, zwei Glocken 14. Jh., geschnitzter Flügelaltar 15./16. Jh., Nußbücker - Orgel von 1974. | Kirche mit Friedhof |
| 0013 | Lange Straße 46 (Karte)     | Bauernhaus mit Stall                           | |                     |
| 0014 | Lange Straße 48 (Karte)     | Bauernhaus                                     | |                     |
| 0015 | Lange Straße 52 (Karte)     | Stallgebäude                                   | |                     |
| 0016 | Lange Straße 54 (Karte)     | Pfarrhaus mit Garten                           | |                     |
| 0017 | Lange Straße 61 (Karte)     | Wohnhaus                                       | |                     |
| 0018 | Lange Straße 2 (Karte)      | Bauernhof mit Bauernhaus, Stall und Scheune    | |                     |
| 0019 | Lange Straße (neben Nr. 54) | Kriegerdenkmal 1914/18                         | |                     |
| 0020 | Lange Straße                | Transformatorenhaus (Ortsrand Richtung Bützow) | |                     |

### Glambeck
| ID   | Lage                 | Bezeichnung | Beschreibung | Bild |
| ---- | -------------------- | ----------- | ------------ | ---- |
| 0289 | Dorfstraße 2 (Karte) | Gutshaus    |              |      |

### Göllin
| ID   | Lage                                  | Bezeichnung            | Beschreibung | Bild |
| ---- | ------------------------------------- | ---------------------- | ------------ | ---- |
| 0294 | Dorfstraße 2 (Karte)                  | Wohnhaus               |              |      |
| 0296 | Dorfstraße 3 (Karte)                  | Wohnhaus               |              |      |
| 0297 | Dorfstraße (gegenüber Nr. 23) (Karte) | Kriegerdenkmal 1914/18 |              |      |

### Hermannshagen
| ID   | Lage                        | Bezeichnung                      | Beschreibung | Bild |
| ---- | --------------------------- | -------------------------------- | --- | ---- |
| 0310 | Untere Dorfstraße 1 (Karte) | Gutshaus mit linkem Nebengebäude | 1-gesch. Fachwerkbau von 1769 mit Krüppelwalmdach und 2-gesch. Zwerchgiebel sowie Nebengebäude in Fachwerk; im Besitz u. a. der Familie von Preen (bis 1596) und des Klosters Rühn, nach 1945 Wohnhaus und Konsumladen, nach 1991 Sanierung der verbliebenen zwei Gebäude durch einen Verein. |      |

### Jabelitz
| ID   | Lage                    | Bezeichnung                                    | Beschreibung | Bild |
| ---- | ----------------------- | ---------------------------------------------- | ------------ | ---- |
| 0313 | Bützower Str. 2 (Karte) | Forsthof mit Wohnhaus und Stallanbau           |              |      |
| 0134 | Dorfstraße 10 (Karte)   | Bauernhaus                                     |              |      |
| 0315 | Dorfstraße 19 (Karte)   | Bauernhaus                                     |              |      |
| 0316 | Dorfstraße 20 (Karte)   | Bauernhaus                                     |              |      |
| 0317 | Dorfstraße 21 (Karte)   | Bauernhof mit Wohnhaus und Wirtschaftsgebäuden |              |      |
| 0318 | Dorfstraße 22 (Karte)   | Bauernhaus                                     |              |      |

### Käterhagen
| ID   | Lage                  | Bezeichnung  | Beschreibung | Bild |
| ---- | --------------------- | ------------ | ------------ | ---- |
| 0330 | Dorfstraße 17 (Karte) | ehem. Schule |              |      |

### Kurzen Trechow
| ID   | Lage                    | Bezeichnung                                    | Beschreibung | Bild     |
| ---- | ----------------------- | ---------------------------------------------- | --- | -------- |
| 0352 | Dorfstraße              | ehem. gutsherrliche Glocke (bei der Feuerwehr) | |          |
| 0353 | Am Speicher 1/2 (Karte) | Gutshaus                                       | Das ehemalige Gutshaus wurde 1601 erbaut, das Jahr befindet sich auf dem Volutengiebel. Ursprünglich stand hier eine Wasserburg, diese überstand den Dreißigjährigen Krieg im Kern. Im Jahre 1814 wurde das Haus umgebaut und es wurde das Küchenhaus angebaut. Es ist ein zweigeschossiger Bau der Neorenaissance mit Mezzaningeschoss und Walmdach. | Gutshaus |
| 0354 | Dorfstraße 5 (Karte)    | Wohnhaus mit Wasserpumpe                       | |          |
| 0355 | Dorfstraße 30 (Karte)   | Wohnhaus mit Stall                             | |          |

### Langen Trechow
| ID   | Lage                       | Bezeichnung  | Beschreibung | Bild         |
| ---- | -------------------------- | ------------ | --- | ------------ |
| 0360 | Dorfstraße 3 (Karte)       | Chausseehaus | | Chausseehaus |
| 0361 | Dorfstraße 17a/17b (Karte) | Wohnhaus     | |              |
| 0362 | Dorfstraße (Karte)         | Kapelle      | Turmlose Dorfkirche von um 1700 aus Fachwerk mit Klinkerausfachung im Fischgrätenmuster mit schlichtem Kapellensaal und 3-seitigem Chorabschluss; ursprünglich Stiftung von 1329. | Kapelle      |

### Moisall
| ID   | Lage                    | Bezeichnung                                                                                             | Beschreibung | Bild           |
| ---- | ----------------------- | --- | --- | -------------- |
| 0386 | Am Kulturpark 1 (Karte) | Gutsanlage mit Gutshaus, Park, Gedenkstein zur Bodenreform, Stall (Am Kulturpark 2), Stall und Speicher | Neoklassizistischer, 2-gesch., 9-achsiger Putzbau von 1912 mit 3-gesch., übergiebeltem Mittelrisalit und mit Walmdach nach Plänen von Paul Korff; Gut u. a. im Besitz der Familien von Winterfeld (ab 1714) und Klotz (ab um 1900), nach 1945 Wohnhaus, nach 2009 saniertes Gasthaus mit kleinem Park.                                                                 |                |
| 0369 | Hauptstraße 32          | Taufbecken (bei der Kirche)                                                                             | |                |
| 0370 | Hauptstraße 33 (Karte)  | ehem. Pfarrhaus                                                                                         | |                |
| 0371 | Hauptstraße 32 (Karte)  | Kirche (Hauptstraße)                                                                                    | Die gotische, evangelische Dorfkirche wurde 1264 in einer Urkunde erwähnt. Erbaut wurde die Kirche aus Feldstein im Sockel und aus Backstein. Das Dach ist ein Pyramidendach, der Turm im Westen der Kirche ist gedrungen und hat einen quadratischen Grundriss. Das Dach der Kirche ist ein Mansarddach. Im Inneren befindet sich ein Altaraufsatz aus dem Jahr 1726. | Weitere Bilder |

### Neu Bernitt
| ID   | Lage                  | Bezeichnung | Beschreibung | Bild |
| ---- | --------------------- | ----------- | ------------ | ---- |
| 0379 | Heidestraße 1 (Karte) | Büdnerei    |              |      |

### Schlemmin
| ID   | Lage                               | Bezeichnung                                                  | Beschreibung | Bild                                                         |
| ---- | ---------------------------------- | ------------------------------------------------------------ | --- | ------------------------------------------------------------ |
| 0430 | Alter Kirchsteig                   | Wegweiser                                                    | |                                                              |
| 0431 | Am See 17 (Karte)                  | Forsthaus mit Stall                                          | |                                                              |
| 0432 | Am See (neben Nr. 17)              | Kriegerdenkmal 1914/18                                       | |                                                              |
| 0433 | Am See (bei Nr. 2)                 | Transformatorenhaus                                          | |                                                              |
| 0434 | Hauptstraße 14 (Hohe Burg) (Karte) | Fernsehturm                                                  | Ungewöhnlich an diesem Turm, der in freier Flur fernab größerer Städte steht, ist, dass er mit einer Aussichtsplattform für den Publikumsverkehr ausgerüstet ist. Diese wurde jedoch nach 1989 geschlossen, dann kurzzeitig ohne Nutzungsmöglichkeit des Personenaufzugs wieder eröffnet und ist schließlich seit 1992 für die Öffentlichkeit nicht mehr zugänglich. | Weitere Bilder                                               |
| 0435 | im Wald nördlich des Ortes (Karte) | Gedenkstein für Oberförstermeister Hans Jürgen von Arnswaldt | | Gedenkstein für Oberförstermeister Hans Jürgen von Arnswaldt |
| 0436 | Hauptstraße 10 (Karte)             | Forsthaus mit Stall                                          | |                                                              |
| 0437 | Hauptstraße 10a (Karte)            | Försterei (Forstamt Schlemmin)                               | |                                                              |

### Viezen
| ID   | Lage                       | Bezeichnung                | Beschreibung                                                                                          | Bild |
| ---- | -------------------------- | -------------------------- | --- | ---- |
| 0467 | Lange Straße (Karte)       | Schmiede                   | Seit 1990 Agrarmuseum.                                                                                |      |
| 0468 | Lange Straße 23/24 (Karte) | Wohnhaus                   | |      |
| 0469 | Lange Straße 26 (Karte)    | Gutshaus mit Stallspeicher | Sanierter, 1-gesch., L-förmiger Putzbau von um 1900 mit Mittelrisalit, Portikus und fünf Zwerchgiebel |      |

## Ehemalige Baudenkmäler

### Bernitt
| ID | Lage                 | Bezeichnung                       | Beschreibung | Bild |
| -- | -------------------- | --------------------------------- | ------------ | ---- |
|    |                      | Backofen im Freien, beim Friedhof |              |      |
|    | Viezener Weg (Karte) | Kirche, katholisch                |              |      |

### Göllin
| ID | Lage                  | Bezeichnung | Beschreibung | Bild |
| -- | --------------------- | ----------- | ------------ | ---- |
|    | Dorfstraße 26 (Karte) | Bauernhaus  |              |      |

### Jabelitz
| ID | Lage                    | Bezeichnung                                         | Beschreibung | Bild |
| -- | ----------------------- | --------------------------------------------------- | ------------ | ---- |
|    | Bützower Str. 1 (Karte) | Bauernhof mit Wohnhaus und zwei Wirtschaftsgebäuden |              |      |

### Kurzen Trechow
| ID | Lage                  | Bezeichnung             | Beschreibung | Bild |
| -- | --------------------- | ----------------------- | ------------ | ---- |
|    | Am Speicher 2 (Karte) | Speicher mit Stallanbau |              |      |

### Langen Trechow
| ID | Lage        | Bezeichnung | Beschreibung                         | Bild |
| -- | ----------- | ----------- | ------------------------------------ | ---- |
|    | Ziegeleiweg | Schornstein |                                      |      |
|    | Ziegeleiweg | Speicher    | 2-gesch. Backsteinbau mit Satteldach |      |

## Quelle
- Denkmalliste des Landkreises Rostock A ‐ Z (Stand: 10. Februar 2021; PDF, 497 KB)

1. 1 2  
Georg Dehio: Handbuch der deutschen Kunstdenkmäler. Begründet vom Tag für Denkmalpflege 1900, Fortgeführt von Ernst Gall, Neubearbeitung besorgt durch die Dehio-Vereinigung und die Vereinigung der Landesdenkmalpfleger in der Bundesrepublik Deutschland, vertreten durch: Landesamt für Denkmalpflege Mecklenburg-Vorpommern. Bearbeitet von Hans-Christian Feldmann und anderen. Deutscher Kunstverlag, München/Berlin 2000, ISBN 3-422-03081-6